# Kevin Burnham
Kevin Burnham, född 21 december 1956 i Hollis i Queens i New York, död 27 november 2020, var en amerikansk seglare.
Han tog OS-guld i 470 i samband med de olympiska seglingstävlingarna 2004 i Aten.